# Pleurothallis subulifolia
Pleurothallis subulifolia är en orkidéart som beskrevs av Friedrich Fritz Wilhelm Ludwig Kraenzlin. Pleurothallis subulifolia ingår i släktet Pleurothallis och familjen orkidéer. Inga underarter finns listade i Catalogue of Life.